# Spoorlijn Amiens - Laon
De Spoorlijn Amiens - Laon is een Franse spoorlijn van Amiens naar Laon. De lijn is 107,1 km lang en heeft als lijnnummer 261 000.

## Geschiedenis
De lijn werd aangelegd door de Compagnie des chemins de fer du Nord en in meerdere gedeeltes geopend, van Amiens tot Longueau op 18 juni 1846, van Longueau tot Mennessis op 1 juli 1867 en van Tergnier tot Laon op 1 september 1857. Het ontbrekende tracé tussen Mennessis en Tergnier maakte tot dit gedeelte werd geopend in 1904 gebruik van de spoorlijn Creil - Jeumont.

## Treindiensten
De SNCF verzorgt het personenvervoer op dit traject met TER treinen.
| Serie | Treinsoort    | Route                                                                             | Bijzonderheden |
| ----- | ------------- | --------------------------------------------------------------------------------- | -------------- |
| K 20  | TER (SNCF)    | Amiens – Ham (Somme) – Saint-Quentin                                              |                |
| K 44  | TER (SNCF)    | Lille-Flandres – Douai – Arras – Albert – Amiens                                  |                |
| K 45  | TER (SNCF)    | Lille-Flandres – Douai – Arras – Albert – Amiens – Saint-Roch – Rouen-Rive-Droite |                |
| K 90+ | TER GV (SNCF) | Dunkerque – Lille Europe – Arras – Amiens                                         |                |
| P 20  | TER (SNCF)    | Amiens – Chaulnes – Tergnier – Laon                                               |                |
| P 21  | TER (SNCF)    | Albert – Amiens – Saint-Roch – Abbeville                                          |                |
| P 22  | TER (SNCF)    | Arras – Albert – Amiens                                                           |                |

## Aansluitingen
In de volgende plaatsen is of was er een aansluiting op de volgende spoorlijnen:
Amiens
RFN 311 000, spoorlijn tussen Longueau en Boulogne-Ville
aansluiting Lamotte
RFN 261 306, raccordement van Lamotte-Brebière
Chaulnes
RFN 259 000, spoorlijn tussen Saint-Just-en-Chaussée en Douai
Nesle (Somme)
RFN 261 606, stamlijn Nesle
Ham (Somme)
RFN 242 621, spoorlijn tussen Saint-Quentin en Ham
RFN 261 611, stamlijn Ham oost
Mennessis
RFN 246 300, raccordement militaire van Jussy
Tergnier
RFN 242 000, spoorlijn tussen Creil en Jeumont
RFN 242 306, raccordement van Condren
La Fère
lijn tussen Spoorlijn Mézières-sur-Oise en La Fère
Versigny
lijn tussen Dercy-Mortiers en Versigny
Laon
RFN 082 000, spoorlijn tussen Reims en Laon
RFN 228 000, spoorlijn tussen  Laon en Liart
RFN 228 601, stamlijn Laon
RFN 229 000, spoorlijn tussen La Plaine en Anor
RFN 236 000, spoorlijn tussen Laon en Le Cateau

## Elektrische tractie
Het gedeelte tussen Amiens en het raccordement Lamotte-Brebière werd in 1960 geëlektrificeerd met een spanning van 25.000 volt 50 hertz.